# قيادة خدمية
القيادة الخدمية (بالإنجليزية: Servant Leadership)‏ هي فلسفة ومجموعة من الممارسات في القيادة. القيادة، بمفهومها التقليدي، تنضوي على تراكم وممارسة السلطة من جانب واحد محدد في أعلى قمة الهرم. بينما في القيادة الخدمية، فيكون خادما لإحتياجات الأخرين ويدربهم ويساعدهم ليتطوروا وتسهيل نجاحهم في تحقيق الأهداف. 

## خصائص القائد الخادم
للقيادي الخادم العديد من الصفات المهمة التي يعتمد علها لقيادة تابعيه وتحقيق الأهداف بنجاح:
- لإستماع: القيادي خادم لديه الدافع الذاتي للاستماع بنشاط لمرؤسيه ويقديم الدعم لهم في تحديد القرارات.
- التشاعر: القيادي الخادم يستشعر الأخرين ويجاهد في تفههم. كما يعاملهم باحترام وتقدير.
- العلاج الشافي: من أهم قدرات القائد الخادم هو في علاج نفسه والأخرين من أجل الشفاء وليس للحلول الأنية.
- الوعي: يجب على القيادي الخادم أن يعي الأمور بشكل جيد وبخاصة إدراكه لحيثياته من ناحية نقا القوة ونقاط الضعف.
- الإقناع: يستعمل الإقناع في حث مرؤوسيه على القيام بالعمل بدلا من التدليس والإكراه.
- التصور: يفكر القائد الخادم بأبعد من المشاكل اليومية ويتصور جميع نواحي العمل ويركز على أهداف بعيدة المدى.
- استبصار: يملك القائد الخادم القدرة على استبصار يربط بما حدث بالسابق بحاليات المضارع ليخطط للمستقبل.
- الالتزام بنمو الأخرين: يتحمل القائد الخادم مسؤولية نمو وتطر أتباعه لإدراكه بأن لكل شخص قدرات تفوق ما يقدمه خلال عمله.
- بناء تألف: يجاهد القائد الخادم في بناء بيئة متألفة في مؤسسته وبين تابعيه لإمانه أن العمل المجتمعي المؤسسي يحقق الأهداف.

## المزايا
- يعبر البعض أن القيادة الخدمية هي حل طويل الأمد للحياة والعمل ويمنها التأثير على المجتمع بإيجابية.[1]
- معاملة الموظفين بمثالية يؤدي إلى معاملة عملاء المؤسسة بمثالية أيضا وتضاعف ولاء الموظفين للعمل.
- تطور بيئة عمل مميزة.
- تعتمد أهمية القادة على مدى اهتمامهم بالموظفين.
- تعدي عائدًا عاليًا على استثمار القيادة الخدمية. فهناك فائدة كبرى تعود على المؤسسة وروحية العمل عند تمكين المرؤسين.[2][3]

## العيوب
- القيادة الخدمية بحاجة لوقت طويل لتتحقق.[1]
- قدمت أيشر ويبر انتقاداتها للفكرة على أساس أنها تفضل القيادة الذكورية على الأنثوية.[4]